# Ekali
Ekali (griechisch Εκάλη (f. sg.)) ist ein nördlicher Vorort Athens und war von 1943 bis 2010 eine selbständige Gemeinde (griechisch Δήμος, Dimos) im Nordosten des Präfekturbezirks Athen der Region Attika in Griechenland. Durch die Verwaltungsreform 2010 wurde Ekali mit Kifisia und Nea Erythrea zur neuen Gemeinde Kifisia verschmolzen.
Ekali hat eine Bevölkerung von 5770 Einwohnern.